# 郭锁凤
郭锁凤（1929年—），男，江苏丹阳人，中国飞行器导航控制系统专家，曾任南京航空学院教授、博士生导师。